# Hilde Quintens
Hilde Quintens, née le 2 octobre 1964 à Zolder, est une coureuse cycliste belge. Spécialisée en cyclo-cross et en VTT cross-country, elle a été deux fois championne de Belgique dans ces deux disciplines. Elle a obtenu sa dernière médaille en championnat de Belgique de cyclo-cross en 2012, à 47 ans. S'étant vue diagnostiquer une Leucémie lymphoïde chronique en 2007, elle a interrompu sa carrière puis a repris en octobre 2010.

## Palmarès en cyclo-cross
- 2001-2002
  - 3e du championnat de Belgique de cyclo-cross
  - 9e du championnat du monde de cyclo-cross
- 2002-2003
  -  Championne de Belgique de cyclo-cross
  - 2e de la Coupe du monde
- 2003-2004
  - Druivencross
- 2004-2005
  - Cyclo-cross d'Asper-Gavere
- 2005-2006
  -  Championne de Belgique de cyclo-cross
  - Cyclo-cross d'Asper-Gavere
- 2006-2007
  - Cyclo-cross d'Asper-Gavere
  - 3e du championnat de Belgique de cyclo-cross
- 2011-2012
  - 3e du championnat de Belgique de cyclo-cross

## Palmarès en VTT
- Championne de Belgique de cross-country en 2000 et 2001